# Oratorio di San Martino a Coiano

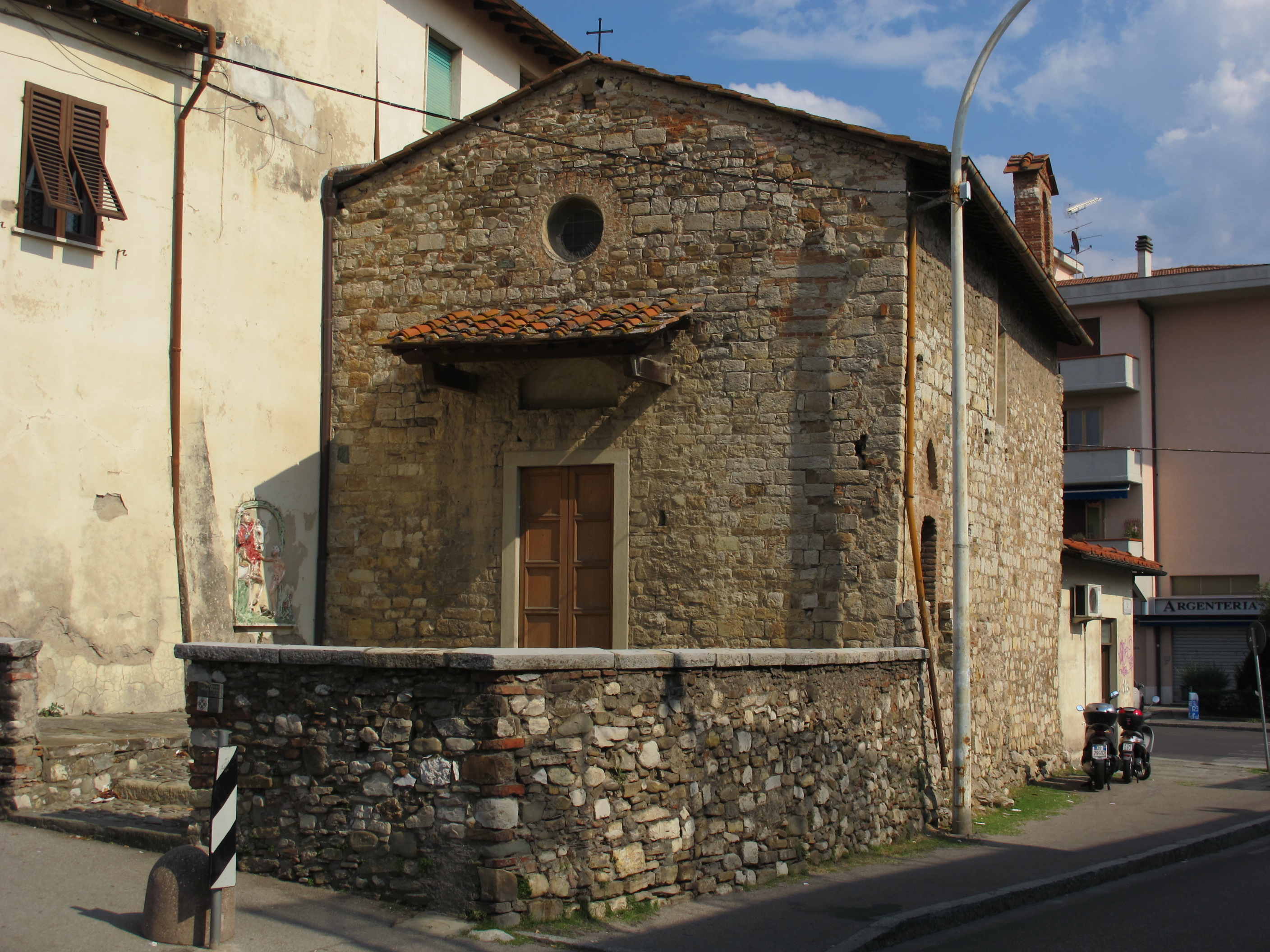
San Bartolomeo a Coiano

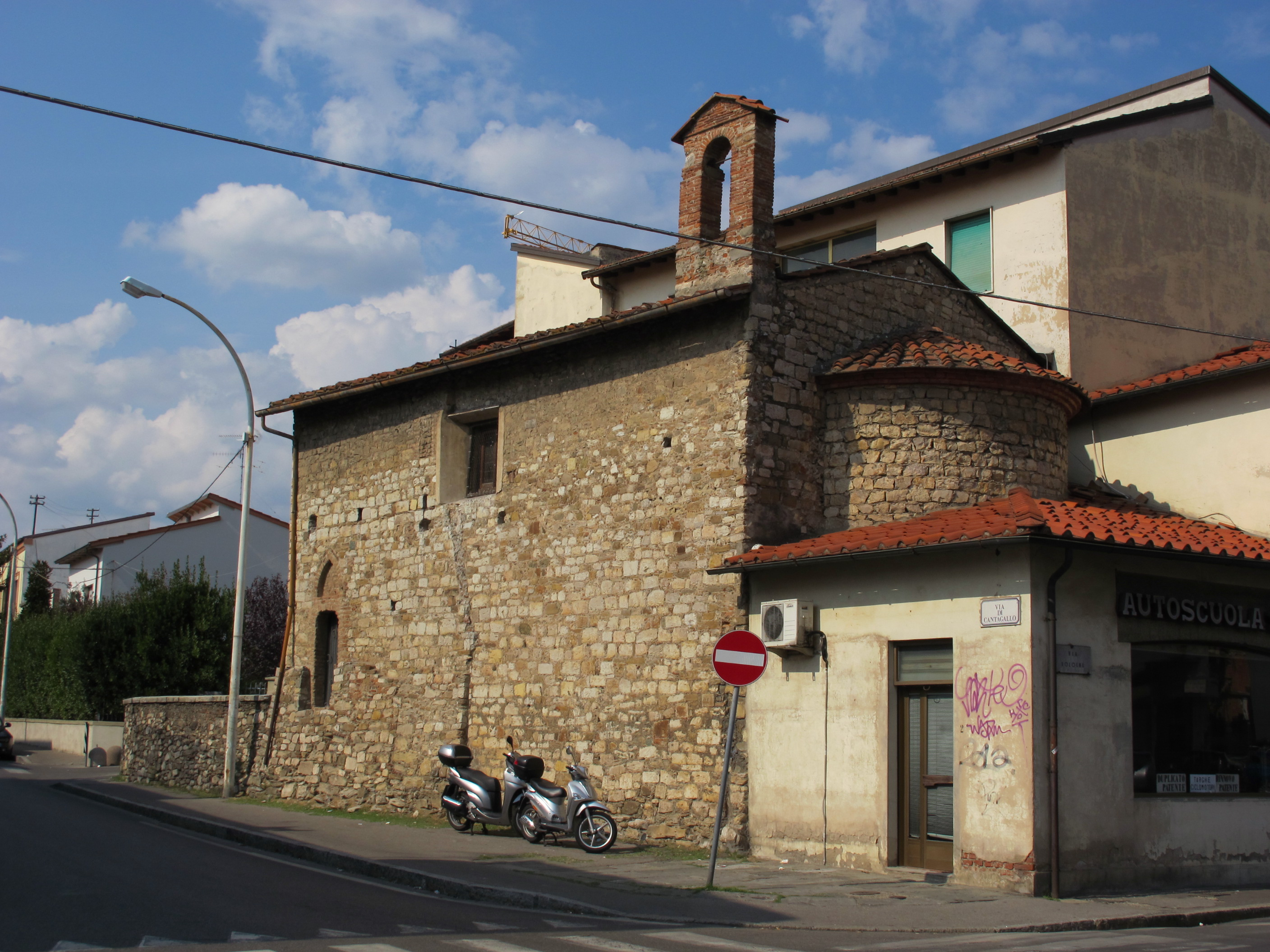
Abside

La chiesa di San Martino a Coiano si trova all'angolo tra via Bologna e via di Cantagallo a Coiano, frazione nord del comune di Prato.

## Storia e descrizione
Esistente almeno dall'XI secolo, fu chiesa di un monastero benedettino, sorto nel 1150 e soppresso nel 1442. La chiesetta venne realizzata nei secoli XII-XIII sulle preesistenze e si presenta oggi con un paramento esterno in filaretto tipicamente medievale, in pietra alberese, nel quale si aprono il portalino e qualche finestra. L'abisde venne ricostruito nel XX secolo.
Attualmente sulla parte posteriore vi sorge l'autoscuola San Martino.